# Lithophyllum retusum
Lithophyllum  retusum (Foslie) Foslie   é o nome botânico  de uma espécie de algas vermelhas pluricelulares do gênero Lithophyllum, família Corallinaceae.
- São algas marinhas encontradas em Cabo Verde.

## Sinonímia
- Lithothamnion retusum  Foslie, 1897